# Michael Morgan (direttore d'orchestra)
Michael Morgan (Washington, 17 settembre 1957 – Oakland, 20 agosto 2021) è stato un direttore d'orchestra e direttore artistico statunitense. Ha ricoperto il ruolo di direttore musicale dell'Oakland East Bay Symphony e della Sacramento Philharmonic Orchestra e di direttore artistico del Festival Opera di Walnut Creek, in California. Nel 2012 è stato nominato direttore musicale del Bear Valley Music Festival.

## Biografia
Michael Morgan è nato e cresciuto a Washington, D.C., dove frequentò le scuole pubbliche. Frequentò la McKinley Tech High School a Washington D.C. e fu affiliato al D.C. Youth Orchestra Program ma iniziò a dirigere all'età di 12 anni. Mentre era studente al Conservatorio di musica dell'Oberlin College, trascorse un'estate al Conservatorio dell'Oberlin College di Tanglewood. Lì fu studente di Gunther Schuller e Seiji Ozawa ed è stato in quel periodo che ha lavorato per la prima volta con Leonard Bernstein.
Nel 1980 vinse il primo premio al Concorso Hans Swarovsky per direttori internazionali a Vienna, in Austria e divenne Assistente Direttore della Saint Louis Symphony, sotto Leonard Slatkin. Il suo debutto operistico fu nel 1982 all'Opera di Stato di Vienna in Il ratto dal serraglio di Mozart. Nel 1986 Sir Georg Solti lo scelse per diventare assistente direttore della Chicago Symphony Orchestra, una posizione che ricoprì per cinque anni sotto Georg Solti e Daniel Barenboim. Divenne direttore musicale dell'Oakland East Bay Symphony nel 1990. Il Maestro Morgan è direttore artistico dell'Oakland Youth Orchestra, direttore musicale della Sacramento Philharmonic Orchestra e direttore artistico del Festival Opera di Walnut Creek, California e insegna al corso di direzione al San Francisco Conservatory of Music. Nel 2002 e nel 2003 ha insegnato direzione al Tanglewood Music Center e ha condotto seminari di direzione in tutto il paese. Durante questa stagione tenne un seminario di direzione a Winnipeg, in Canada e tornò in Sud America come direttore ospite. Come regista ha diretto le produzioni della Messa di Bernstein all'Oakland East Bay Symphony e una moderna messa in scena del Don Giovanni di Mozart al Festival Opera. Come musicista da camera (pianoforte) è apparso nella serie Chamber Music Alive a Sacramento e occasionalmente nella Bay Area. Come direttore ospite è apparso con la maggior parte delle maggiori orchestre d'America, oltre alla New York Philharmonic, alla New York City Opera, al St. Louis Opera Theatre, alla San Francisco Symphony, al San Francisco Ballet e alla Washington National Opera.
Nel 2005 è stato premiato dal San Francisco Chapter of The Recording Academy con il Governors Award 2005 per il Servizio alla comunità. Sulla costa opposta, l'American Society of Composers, Authors and Publishers (ASCAP) ha scelto Morgan come uno dei suoi cinque vincitori del Concerto Music Award 2005. L'ASCAP ha onorato ulteriormente l'Oakland East Bay Symphony nel 2006 con il suo Award for Adventurous Programming. La San Francisco Foundation lo ha onorato con uno dei suoi Community Leadership Awards e ha ricevuto un dottorato onorario dalla Holy Names University.